# ویولت براون
ویولت براون (انگلیسی: Violet Brown؛ ۱۰ مارس ۱۹۰۰ – ۱۵ سپتامبر ۲۰۱۷) ابرصدسالهٔ اهل جامائیکا بود. او در زمان مرگش کهنسال‌ترین انسان زندهٔ دنیا بود که در فهرست انسان‌های دارای طولانی‌ترین عمر تأیید شده در طول تاریخ قرار گرفت. ویولت براون پس از مرگ اما مورانو در ۱۵ آوریل ۲۰۱۷ به این عنوان دست یافت.
او همچنین نخستین ابرصدسالهٔ تأییدشدهٔ جاماییکایی و پیرترین جاماییکایی در تمام تاریخ بود.
وی در ۲۵ ژوئیه ۲۰۱۷ با ۱۱۷ سال و ۱۳۷ روز سن در رتبه پنجم فهرست مسن‌ترین انسانهای جهان قرار گرفت.
ویولت براون، در ۱۵ سپتامبر ۲۰۱۷ (جمعه ۲۴ شهریور ۱۳۹۶) در ۱۱۷ سالگی بر اثر بیماری و کهولت سن درگذشت. او ۱۱۷ سال و ۱۸۹ روز عمر کرد. 
بعد از مرگ براون، خانم نبی تاجیما (متولد ۴ اوت ۱۹۰۰) با ۱۱۷ سال و ۴۲ روز سن پیرترین انسان جهان شد، وی همچنین آخرین انسان زنده بازمانده از قرن ۱۹ میلادی است.

## زندگی‌نامه
ویولت براون زمانی به دنیا آمد که جاماییکا جزوی از امپراتوری بریتانیا بود. ویولت یکی از چهار فرزند جان موس و الیزابت ریلی است. وی در ۱۳ سالگی در کلیسای باپتیست غسل تعمید داده شد. الیزابت ریلی، مادر وی، در ۹۶ سالگی درگذشت.
ویولت براون با آگوستوس براون ازدواج کرد و صاحب شش فرزند شد که اکنون چهار فرزندش زنده هستند.
نخستین فرزند او (هارلند) در ۱۹ آوریل ۲۰۱۷، چهار روز بعد از آنکه مادرش به عنوان پیرترین انسان جهان شناخته شد، در ۹۷ سالگی درگذشت. هارلند پیرترین انسان با پدر یا مادری زنده دانسته می‌شد.
براون به مدت ۵ ماه پیرترین انسان جهان بود. وی سرانجام  پس از ۱۱۷ سال و ۱۸۹ روز زندگی در ۱۵ سپتامبر ۲۰۱۷ درگذشت.